# エッグタルト
エッグタルト（英: egg tart）とは、中華圏をはじめとするアジア諸国で食べられているタルトの一種。ペイストリー生地の器にエッグ・カスタードを載せて焼いた食品である。中国語では蛋撻（標準の拼音: dàntà、口語はいつも拼音: dàntǎ、イェール式広東語: daan6 taat1）と呼ばれる。「蛋」は卵を意味し、「撻」は tart の音写である。

## 歴史

### 初期
中華料理のエッグタルト（蛋撻）はヨーロッパの先達である英国のカスタードタルトとポルトガルのパステル・デ・ナタの特徴を併せ持っている。発祥地と考えられる広東省一帯は他地域と比べて西洋との交流が盛んであり、特に香港を領有した英国とマカオを領有したポルトガルの影響が強かった。
香港に広く定着したエッグタルトだが、香港より先に広州市においては、1920年代から食べられていた記録が残っている。この時期、広州では百貨店の間で顧客獲得競争が行われており、各店の料理人は呼び物となる点心やデザートの新商品を毎週のように開発していた（每週美點）。その中で、海外から入ってきたフルーツタルトのレシピを基にしてエッグタルトが生み出された。カスタード部分の作り方は中華料理の牛乳入り茶碗蒸し（燉蛋）に近かった。生地については、当時バターが非常に高価だったためパフ・ペイストリー（サクサクした層状のパイ生地）を作ることは難しく、代わりにラードが使われていたと考えられる。
香港にはポルトガルからマカオを通じて1940年代に伝わり、やがて大衆的な茶餐廳において下午茶（アフタヌーンティー）のメニューの一つとなった。また点心店やベーカリーにも定着した。40年代から50年代にかけて香港へ移住してきた広州の料理人たちも香港風のエッグタルトの成立に寄与した。
1954年に香港の擺花街で創業した泰昌餅家（タイチョン・ベーカリー）はクッキー地のエッグタルトで長年にわたって名を馳せ、著名なシェフのアラン・デュカスなど海外にもファンを得た。最後の香港総督 (1992-1997) を務めたクリストファー・パッテンもファンの一人であり、同店のタルトはパッテンのニックネームにちなんで「肥彭蛋撻 (Fat Patten's egg tart)」としても知られている。

### 葡式蛋撻(ポルトガル式)の登場
マカオの一般的なベーカリーでは1980年代まで、香港から影響を受けたクッキー地のエッグタルトが主流だった。しかし、1989年にロード・ストウズ・ベーカリーを創業した英国人アンドリュー・ストウが、ポルトガルのパステル・デ・ナタに独自の工夫を加えたレシピを広めた。ストウのタルトは、層状のパイ生地を用いることとカスタードをカラメル化させる点ではポルトガル風だったが、カスタードクリームにコーンフラワーを混ぜることはやめて舌触りを滑らかにしていた。カラメル化は地元民にとってなじみが薄かったため当初は敬遠されたが、やがて「葡式蛋撻（ポルトガル式エッグタルト）」と呼ばれて人気を博すようになった。ストウのベーカリーはマカオを代表する名店となり、1990年代に中華圏一帯や東南アジアに大きな影響を与えた。日本でも「アンドリューのエッグタルト」の名で事業を展開している。ストウは観光業への貢献によりマカオ政府から勲章を受けた。
KFCコーポレーションはアンドリュー・ストウの元妻で競合店を経営するマーガレット・ウォンからポルトガル式エッグタルトのレシピを譲り受け、1999年に香港や台湾のケンタッキーフライドチキン店舗で提供し始めた。2000年代には中国各地やマレーシア、シンガポールにも販売地域が拡大した。2010年には中国の店舗だけでも3億個のエッグタルトが販売されたという。
台湾では1997年にポルトガル式エッグタルトがメディアで盛んに取り上げられたが、ブームが過熱して模倣店が乱立したことで人気が低迷するに至った。この顛末から、バブル的な食品の流行を指すエッグタルト効果という言葉が生まれた。
日本では1990年ごろから周期的にティラミスやナタ・デ・ココのような物珍しい外来スイーツのブームが起こっており、1999年にはエッグタルトがその列に並んだ。流行が廃れた後もコンビニエンスストアなどで時おり販売されている。

## 種類
近年ではエッグタルトのバリエーションが数多く存在する。伝統的なエッグカスタードの変種としてはエッグホワイトタルト（黄身を用いないもの）、ハニーエッグタルト、ジンジャー味などがある。また日本の製菓店きのとやから広まったクリームチーズタルトや、チョコレートタルト、抹茶タルト、さらにはツバメの巣入りのエッグタルトも存在する。

### 香港風
生地はクッキー風（牛油皮底、曲奇皮）とパフ・ペイストリー風（酥皮底）に大別される。マカオから近年伝わったポルトガル式（葡式蛋撻）も食べられている。
バターやショートニングではなくラードを使うのが伝統的な作り方である。ポルトガルのパステル・デ・ナタと比べてフィリングのカスタードは濃厚で、卵の風味が強く、甘さは控えめである。パステル・デ・ナタと異なり、最後にシナモンをかけることはない。また冷まさずに焼きたての暖かいものを食べることがある。

### マカオ風
マカオではパフ・ペイストリー生地のポルトガル式が主流である。香港風のカスタードが滑らかで光沢を持つのに対し、マカオ風ではクレームブリュレのようにカスタード表面に焼き目をつける。